# Seznam deželnih glavarjev Kranjske
Seznam deželnih glavarjev Kranjske je urejen kronološko.

## 13. stoletje
- Aleksander II. pl. Grimschitz (1245 - 1261)
- Rudelinus pl. Pirnbaum (1261 - 1270)
- Ulrik von Towers (1270 - 1271)
- Ulrik von Dürnholz (1271 - 1273)
- Ulrik Šenk iz Habsbacha (1273 - 1277)
- Majnhard IV. Goriško-Tirolski (1277 - 1278)
- Ulrik grof Vovbrški (1278 - 1300)

## 14. stoletje
- N. grof Ortenburški (1300 - 1309)
- Štefan VII. Frankopan Modruški (1309 - 1331)
- Majnhard VIII. grof Ortenburški (1331 - 1335)
- Friderik I. grof Celjski (1335 - 1350)
- Herdegen I. Ptujski (1350 - 1351)
- N. XI. Krški (1351 - 1353)
- Hartnid Vivšniški (Wiesseneck) (1353 - 1355)
- Rudolf Liechtensteinski (1355 - 1358)
- Oton IV. grof Ortenburški (1358 - 1360)
- Leopold  iz Stadecka (1360 - 1365)
- Ulrik I. grof Celjski (1365 - 1367)
- Konrad pl. Kraigh (1367 - 1385)
- Hugo Devinski (1385 - 1389)
- Viljem grof Celjski (1389 - 1390)
- Herman II. grof Celjski (1390 - 1400)

## 15. stoletje
- Ivan Mirenski (1400 - 1405)
- Seyfrid Galenberški (1405 - 1407)
- Jakob Stubenberški (1407 - 1412)
- Viljem Rabenštajnski (1412 - 1414)
- Ulrik Šenk Ostroviški (1414 - 1422)
- Henrik grof Goriški (1422 - 1425)
- Jurij Turjaški (1425 - 1428)
- Ulrik Šenk Ostroviški (1428 - 1429)
- Jošt Šenk Ostroviški (1429 - 1437)
- Štefan III. grof Frankopanski (1437 - 1443)
- Ulrik Šaumburški (1443 -1444)
- Trojan grof Frankopanski (1444 - 1449)
- Jurij Črnomaljski (1449 - 1451) namestnik (verweser)
- Ulrik grof Šaumburški (1451 - 1453)
- Štefan III. grof Frankopanski (1453 - 1461)
- Ulrik grof Šaumburški (1462 - 1463)
- Žiga Sebrijaški (Sigmund von Sebriach), 1463 - 1467)
- Andrej Hohenwartski (1467 - 1470)
- Žiga Sebrijaški (Sigmund von Sebriach, 1470 - 1482)
- Viljem Turjaški (1482 - 1503)

## 16. stoletje
- Janez Turjaški (1503 - 1527)
- Vid Turnski (1527 - 1529)
- Krištof Ravbar, Ljubljanski škof (1529 - 1530)
- Ivan Kacijanar (1530 - 1538)
- Nikolaj Jurišič (1538 - 1544)
- Jožef baron Lamberg (1544 - 1554)
- Janez Welzer Spiglberški (1554 - 1557)
- Jakob Lamberg (1558 - 1566)
- Herbard VIII. Turjaški (1566 - 1575)
- Vajkard baron Turjaški (1576 - 7. avgusta 1584)
- Janez Ambrož grof Thurn (1585 - 1592)
- Ivan Kobencl s Proseka (1592 - 1593)
- Jurij baron Lenkovič (1593 - 1602)

## 17. stoletje
- Ivan Ulrik knez Eggenberg (1602 - 1634)
- Janez Anton knez Eggenberg (1635 - 1649)
- Volf Engelbert grof Turjaški (1649 - 1673)
- Janez Sejfrid knez Eggenberg (1673 - 1692)
- Janez Anton Jožef knez Eggenberg (1692 - 1715)

## 18. stoletje
- Janez Gašpar grof Kobencl (1715 - 1722)
- Wolf Vajkard Gallenberg (1723 - 1733)
- Korbijan grof Saurau (1734 - 1742)
- Anton Jožef grof Turjaški (1743 - 1759)
- Henrik grof Turjaški (1760 - 1773)
- Vincenc grof Orsini Rosenberg (1773 - 1774)
- Jožef Marija grof Turjaški (1775 - 1780)
- Franc Adam pl. Lamberški (1780 - 1782)
- Pompej grof Brigido (1782)
- Ivan Franc Ksaver grof Khevenhuller (1783 - 1791)
- Janez Jakob grof Gaisruck (1791 - 1795)
- Jožef baron von der Mark (1795 - 1796)
- Jurij Jakob grof Hohenwart (1796 - 1799)

## 19. stoletje
- Karel Hohenwart (1860 - 1861)
- Anton IV. baron Codelli pl. Fahnenfeld (3.4.1861 - 14.11.1866)
- Karel baron Wurzbach pl. Tannenberg (15.11.1866 - 19.5.1871)
- Radoslav Razlag (11.8.1871 - 16.12.1871)
- Aleksander Turjaški (16.12.1871 - 27.6.1872)
- Friderik vitez Kaltenegger-Riedhorst (10.10.1872 - 30.4.1881)
- Gustav grof Thurn-Valsassina (16.9.1881 - 23.7.1888), zadnji deželni glavar nemškega rodu
- Josip Poklukar (25.8.1888 - 17.3.1891)
- Oto Detela (30.7.1891 - 1908)

## 20. stoletje
- Fran Šuklje (22.3.1908 - 29.12.1911)
- Ivan Šusteršič (12.1.1912 - 27.10.1918), zadnji deželni glavar Kranjske